# 4482 Frèrebasile
4482 Frèrebasile è un asteroide della fascia principale. Scoperto nel 1986, presenta un'orbita caratterizzata da un semiasse maggiore pari a 2,3435615 UA e da un'eccentricità di 0,2584849, inclinata di 24,92373° rispetto all'eclittica.
L'asteroide è dedicato al professore di matematica e astronomo dilettante francese Nicolas Dupont, nella vita religiosa Frère Basile.